# Charles Ruijs de Beerenbrouck
Charles Ruijs de Beerenbrouck (Roermond, 1º dicembre 1873 – Utrecht, 17 aprile 1936) è stato un politico olandese.
Fu esponente del mondo cattolico e primo ministro dei Paesi Bassi dal 1918 al 1925 e poi ancora dal 1929 al 1933.
Nato nel Limburgo, una provincia meridionale dei Paesi Bassi, da una famiglia aristocratica frequentò l'Università di Utrecht.
Iniziò la sua carriera di avvocato nel 1896 a Maastricht e nel 1905 venne eletto alla Tweede Kamer. Mantenne la carica di parlamentare fino al 16 maggio 1918 quando divenne Governatore della provincia del Limburgo.
Il 9 settembre 1918 venne nominato primo ministro dalla regina Guglielmina dei Paesi Bassi. Durante il suo governo i Paesi Bassi dovettero affrontare non poche questioni, legate soprattutto alle conseguenze della prima guerra mondiale. In particolare, il Paese ospitò il Kaiser in esilio Guglielmo II.
Nel novembre 1918 Pieter Jelles Troelstra, leader del partito socialdemocratico olandese (Sociaal Democratische Arbeiders Partij), ispirato dalla rivoluzione russa del 1917 e dai tentativi rivoluzionari sviluppatisi in Germania nel periodo successivo, tentò di organizzare un putsch comunista che fallì grazie allo scarso supporto della classe lavoratrice. Nonostante il pericolo scampato, Ruijs de Beerenbrouck mise in atto una serie di riforme di carattere sociale per cercare di evitare che tali episodi insurrezionali si ripetessero.
Dopo la fine del suo mandato, ricoprì dal 1925 al 1929 la carica di presidente della Tweede Kamer.
Durante il suo terzo mandato Ruijs de Beerenbrouck dovette affrontare le conseguenze della Grande depressione del 1929: aumento della disoccupazione, della povertà e del malcontento sociale. Vennero tagliate le spese pubbliche e si svalutò la moneta la queste misure non ebbero alcun effetto.
Uno degli episodi più controversi della sua carriera politica riguardò il bombardamento della nave De Zeven Provinciën, da lui ordinato nel febbraio 1933 dopo che la ciurma si era ammunitata per protestare contro il taglio dei loro salari. Ventitré marinari rimasero uccisi.
Nel 1933 Ruijs de Beerenbrouck venne nuovamente nominato presidente della Tweede Kamer, carica che ricoprì fino alla morte.